# Heribert Kandler
Heribert Kandler (* 13. März 1890 in Chemnitz; † 9. Juli 1968 in Harderberg) war ein deutscher Richter im besetzten Polen und in der Bundesrepublik Mitglied des Niedersächsischen Landtages (BHE).

## Leben
Nach dem Besuch der Bürgerschule und des Realgymnasiums in Bromberg nahm Kandler ein Studium der Rechtswissenschaften auf. Während seines Studiums wurde er 1910 Mitglied der Burschenschaft Marcomannia Berlin.
Von 1914 bis 1916 nahm er am Ersten Weltkrieg, zuletzt im Rang eines Leutnants der Reserve, teil. Er erhielt das Eiserne Kreuz I und II sowie das Verwundetenabzeichen in Schwarz.
Er siedelte im Jahr 1918 als Ostvertriebener nach Pommern um. 1919 war er im Grenzschutz Pommern tätig; im gleichen Jahr wurde er Mitglied der DNVP und blieb dies bis März 1933. Ab 23. Dezember 1921 war er Gerichtsassessor, Hilfsrichter und Anwaltsvertreter. 1923 wurde er Amtsgerichtsrat in Bublitz. 1924 trat er dem Stahlhelm bei, in dem er bis 1935 blieb (zuletzt als Kreisführer). Bis 1931 war er Kreistags- und Kreisausschussmitglied in Bublitz und Köslin. Als Amtsgerichtsrat war er vom 1. Januar 1931 bis zum 30. September 1937 in Stargard in Pommern tätig, vom 1. Oktober 1937 bis 25. August 1939 in Stettin und vom 1. Dezember 1939 bis 30. April 1940 in Posen.
Zwischenzeitlich war er am 1. April 1934 dem Deutschen Luftsportverband beigetreten sowie im Mai 1934 der NSV, im Oktober 1935 dem Reichsbund der Deutschen Beamten, am 1. April 1935 dem Reichsluftschutzbund, am 1. Juni 1935 dem Volksbund Deutsche Kriegsgräberfürsorge, im September 1935 der NS-Kulturgemeinde, am 24. Oktober 1935 dem Kreis-Männerverein Köslin-Land und zum 1. April 1936 der NSDAP (Mitgliedsnummer 3.731.696), in der er ab 1. Juli 1938 als Ortsgruppenamtsleiter und Schulungsleiter der NSDAP-Ortsgruppe Stargard-Altstadt tätig war. Zudem gehörte er 1933 zur SA-Reserve (zuletzt als Truppenführer), trat am 1. Oktober 1937 dem Reichskolonialbund und im selben Jahr dem NS-Altherrenbund bei. Am 1. September 1938 erfolgte seine Aufnahme in den NS-Kriegerbund.
Vom 26. August bis 30. November 1939 fungierte Kandler als Hauptmann der Reserve und als Leiter des Musterungsstabes im Wehrbezirkskommando Stargard in Pommern. Sein letzter bekannter Rang war Leutnant der Reserve. Er wurde mit dem Eisernen Kreuz I. und II. Klasse sowie mit dem Verwundetenabzeichen in Schwarz ausgezeichnet.
Vom 1. Mai 1940 bis 17. Januar 1945 war er Landgerichtspräsident in Litzmannstadt. Ihm unterstellt war das Sondergericht Litzmannstadt, in dem zwischen 1940 und 1945 281 Todesurteile von den jeweiligen Kammervorsitzenden gefällt wurden, einer davon und gleichzeitig sein Stellvertreter im Amt war der Richter Horst Neubauer. Das Landgericht hatte nur wenig Aufgaben gegenüber dem Ghetto Litzmannstadt, da die SS-Verwaltung weitgehend Selbstjustiz übte. Ab dem 2. September 1940 war er zusätzlich Urkundenbeamter und Reichsbankjustitiar bei der Reichsbankstelle Litzmannstadt. 1943 war er Leiter des NSDAP-Kreispersonalamtes in Litzmannstadt. Ab 1. März 1944 war er als Gemeinschaftsleiter der NSDAP tätig, ab 20. April 1944 als Ortsgruppenleiter. Vom 6. März bis 12. April 1945 war er noch Landgerichtspräsident und Leiter des Verwaltungsstabes des Oberlandesgerichts Posen.
In Kandlers Entnazifizierungs-Berufungsverfahren vom 18. September 1948 wurde er in Kategorie IV als „Mitläufer“ entnazifiziert. Im Wiederaufnahmeverfahren vom Entnazifizierungs-Hauptausschuss Osnabrück wurde er mit Entscheidung vom 30. November 1951 in Kategorie V als „entlastet“ umgestuft. Seine zahlreichen von ihm ausgeübten Ehrenämter in den diversen nationalsozialistischen Organisationen hatte er weitgehend verschwiegen.
Seit Juli 1950 war Kandler Mitglied im BHE, in dem er Kreisvorsitzender und Mitglied des Landesvorstandes wurde. Kandler war vom 6. Juni 1951 bis 5. Mai 1955 Mitglied des Niedersächsischen Landtages (2. Wahlperiode) als Angehöriger der BHE- bzw. der GB/BHE-Fraktion. Im Landtag war er vom 4. Juni 1951 bis 5. Mai 1955 Mitglied im Ausschuss für Rechts- und Verfassungsfragen und vom 10. Oktober 1952 bis 1. Dezember 1952 Mitglied im Zonengrenzausschuss.
Von 1957 bis 1966 war Kandler Mitglied des Niedersächsischen Staatsgerichtshofs.